# Eric Voegelin
Erich Hermann Wilhelm Vögelin, més conegut com a Eric Voegelin, (Colònia, 3 de gener de 1901 - Palo Alto, 19 de gener de 1985) va ser un filòsof polític estatunidenc d'origen alemany. Estudià Ciències Polítiques a la Universitat de Viena, on va ser professor associat de Ciències Polítiques a la Facultat de Dret a partir del 1928.
El 1938, ell i la seva dona van fugir de les forces nazis que havien entrat a Alemanya, i van emigrar als Estats Units. Van esdevenir ciutadans americans el 1944. Va passar la major part de la seva carrera acadèmica a la Universitat de Notre Dame, la Universitat Estatal de Louisiana, la Universitat de Múnic i l'Institut Hoover de la Universitat Stanford.